# Partia Republikańska (Liberia)
Partia Republikańska Liberii została założona niedługo po uformowaniu się państwa w 1848 roku. Składała się głównie z Amerykanoliberyjczyków, wyróżniających się jaśniejszą skórą. Politycznym przeciwnikiem republikanów była Prawdziwa Partia Wigów. Pomimo poparcia pierwszego prezydenta Josepha Jenkinsa Robertsa, rozpadła się po jego śmierci.